# Mučedníci z Natalu
Svatí Mučedníci z Natalu nebo André de Soveral a 29 společníků byla skupina brazilských římskokatolických duchovních a laiků, zavražděných roku 1645.

## Pozadí
Oblast Natal byla kolonizována po příchodu portugalských katolíků, avšak působení brzy převzali nizozemští kalvinisté, kteří začali rozšiřovat svůj protikatolický názor a jejichž cílem bylo pronásledování katolíků. I přes pronásledování se někteří kněží přestěhovali do této oblasti, aby udrželi svůj lid ve víře.

### André de Soveral
André de Soveral se narodil roku 1572 v São Vicente. Roku 1593 vstoupil v Bahii do noviciátu jezuitů. Studoval latinu a teologická studia v Olindě. Na první misi byl vyslán roku 1606 do Rio Grande do Norte. Roku 1614 se stal farářem v Cunhaú.
Dne 16. července 1645 probíhala v kapli Panny Marie mše, které předsedal otec Soveral. Na tuto mši se sešlo 69 lidí. Před eucharistickým obřadem vtrhli do kaple nizozemští vojáci a zavraždili otce Soverala, jeho společníka Domingose Carvalha a několik věřících.

### Říjnový masakr
Dne 3. října 1645 napadlo a zavraždilo 200 domorodců s nizozemskými vojáky 30 lidí, včetně dětí a jednoho kněze. Celou akci vedl radikální kalvinista Antonio Paraopaba.

### Oběti
- 16. červenec 1645, Cunhaú, Rio Grande do Norte
  - André de Soveral – jezuitský kněz
  - Domingos Carvalho – laik
- 3. říjen 1645, Uruaçu, Rio Grande do Norte
  - Ambrósio Francisco Ferro – kněz
  - Antônio Vilela – laik
  - dcera Vilela – laička
  - José do Porto – laik
  - Francisco de Bastos – laik
  - Diogo Pereira – laik
  - João Lostau Navarro – laik
  - Antônio Vilela Cid – laik
  - Estêvão Machado de Miranda – laik
  - dcera de Mirandy – laička
  - dcera de Mirandy – laička
  - Vicente de Souza Pereira – laik
  - Francisco Mendes Pereira – laik
  - João da Silveira – laik
  - Simão Correia – laik
  - Antônio Baracho – laik
  - Mateus Moreira – laik
  - João Martins – laik
  - 7 společníků Martinse
  - Manuel Rodrigues de Moura – laik
  - manželka de Moury – laička
  - dcera Francisca Diase – laička

## Proces svatořečení
Dne 6. června 1989 byl v arcidiecézi Natal zahájen jejich proces blahořečení. Roku 1994 byl proces na diecézní úrovni uzavřen. Dne 21. prosince 1998 uznal papež Jan Pavel II. jejich mučednictví a dne 5. března 2000 je na svatopetrském náměstí slavnostně blahořečil.
Papež František vyjádřil svůj blízký vztah k těmto mučedníkům a rozhodl se pro svatořečení bez zázraku. Dne 14. března 2017 se sešla schůze která odsouhlasila svatořečení těchto mučedníků. Papežský dekret byl vydán 23. března. Svatořečení proběhlo 15. října 2017 na svatopetrském náměstí. jejich svátek se slaví 3. října.